# Sant Vicenç de Falgons
Sant Vicenç de Falgons és l'església parroquial de Falgons del municipi de Sant Miquel de Campmajor, a la comarca del Pla de l'Estany, inclosa en l'Inventari del Patrimoni Arquitectònic de Catalunya
Està situada al nucli de Falgons, sobre un turó, al costat d'un gran casal. Es tracta d'un temple romànic format per una sola nau i una capçalera amb absis semicircular, que presenta una cornisa que ha quedat centrada en el mur pel sobrealçament del conjunt. La part original té paraments amb carreus ben tallats i la resta és de maçoneria. A l'interior, la nau és coberta amb volta de canó apuntada construïda amb plec de llibre i l'absis presenta quart de volta. A banda i banda de la nau s'hi afegiren capelles de planta quadrada i al segle xviii el campanar de secció quadrada i teulada de dues vessants. A la banda oest hi havia una porta dovellada d'arc de mig punt, que en la restauració fou incorporada a la banda sud, amb un porxo de protecció.
Les primeres notícies del lloc daten del 947. L'església surt esmentada en les butlles d'Urbà II (1096) I Alexandre III (1175). L'any 1363 consta en una visita pastoral, que l'església es trobava amb deficiències importants a les cobertes. Hi havia dos altars, un de sant Miquel i l'altre dedicat santa Maria.